# Манастир Сељани
Манастир Сељани налази се у истоименом селу изнад Пријепоља, a народ га још зове и Бабински манастир, по селу и чувеној Бабинској буни, која је овде започела.

## Прошлост
Мало је података o његовом настанку, али се чува запис попа Филипа Кувељe, који је манастир обновио са својим сином, 1847. године, да овај манастир ’’стоји од паденија косовскаго’’.
Тако пише и изнад западних врата, са унутрашње стране цркве, посвећене Успењу Пресвете Богородице. 
Када је угушена буна у Бабинама, забележено је да ’’турски башибозлук опљачка манастир’’. Брзо је обновљен, али је дуго постојао као парохијска црква.
Постоји много легенди и предања везаних за овај манастир и активности његових монаха током тешких година, али ни за једну нема неких опипљивих доказа.
Тако се говори да је овде крунисан један од владара лозе Немањића, али се не зна који.